# Nara Dreamland
Nara Dreamland (en japonés: 奈良ドリームランド, en transcripción: Nara dorīmurando, «Tierra o País de los Sueños de Nara» en español) fue un parque de atracciones ubicado en la Prefectura de Nara, en la región de Kansai, sobre la Isla de Honshu en Japón. Su temática, basada en el famoso parque Disneylandia, atraía a los residentes de Osaka y su diseño fue realizado por la colaboración de Walt Disney a mediados de los años cincuenta. El País de los Sueños de Nara fue considerado como un «parque exitoso» en el siglo XX tras haber sido apodado como una Disneylandia japonesa.

## Características

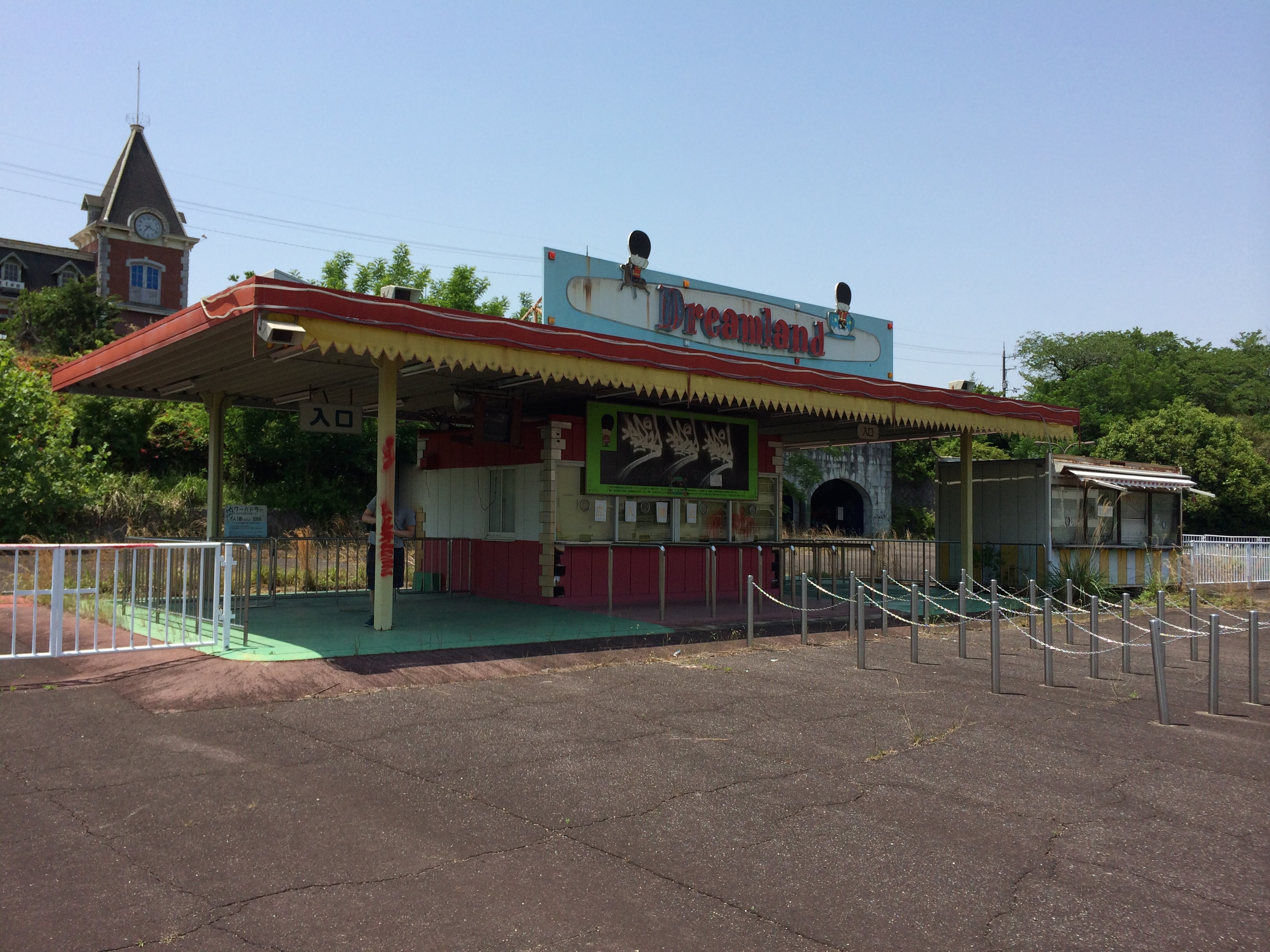
Taquilla abandonada en la entrada del parque.

Nara Dreamland abrió con una temática inspirada en el parque de diversiones de Disneyland, el cual se inauguró el 17 de julio de 1955. Los jardines de la entrada contenían arbustos que formaban el nombre del parque junto con una placa de cobre con la fecha de la inauguración (1961). Había una estación de una locomotora a vapor que sobresaltaba por su fachada de castillo, y tenía un trayecto que rodeaba a todo Nara Dreamland. El monorriel transportaba a los pasajeros por determinados puntos alrededor de todo el parque, y sus estaciones principales se ubicaban por zonas como «Fantastic Land», «Tomorrowland», «Adventure Land» y muy cerca de «Frontierland». Una réplica muy similar a la Main Street, USA de 1313 Anaheim que ofrecía tiendas de comida, accesorios y recuerdos con figuras del personaje Mickey Mouse se diferenciaba de la zona original por un arco que anunciaba las letras "Nara Dreamland" en un color rojo fosforescente. Además, la estructura representativa de Nara Dreamland era una copia del Castillo de la Bella Durmiente, frente a una icónica fuente gigante, rodeado de un pequeño río artificial y era conectado por un puente de hormigón y un sendero por detrás del edificio. A su alrededor había atracciones como carruseles y una montaña artificial atravesada por una telesilla que a las afueras contenía una de las estaciones del monorriel. Al sureste del parque se encontraba una gigantesca montaña rusa hecha con madera llamada «Tē Aska»  y fue considerada como una de las mejores en el país por mucho tiempo.  Una de sus atracciones no tan famosas consistía en varias barcazas que llevaban a los visitantes por un río en una zona inspirada en la jungla. Se encontraban otros juegos como trenes infantiles, toboganes de agua, pistas de carreras, piscinas y enormes montañas rusas hidráulicas.

## Clausura

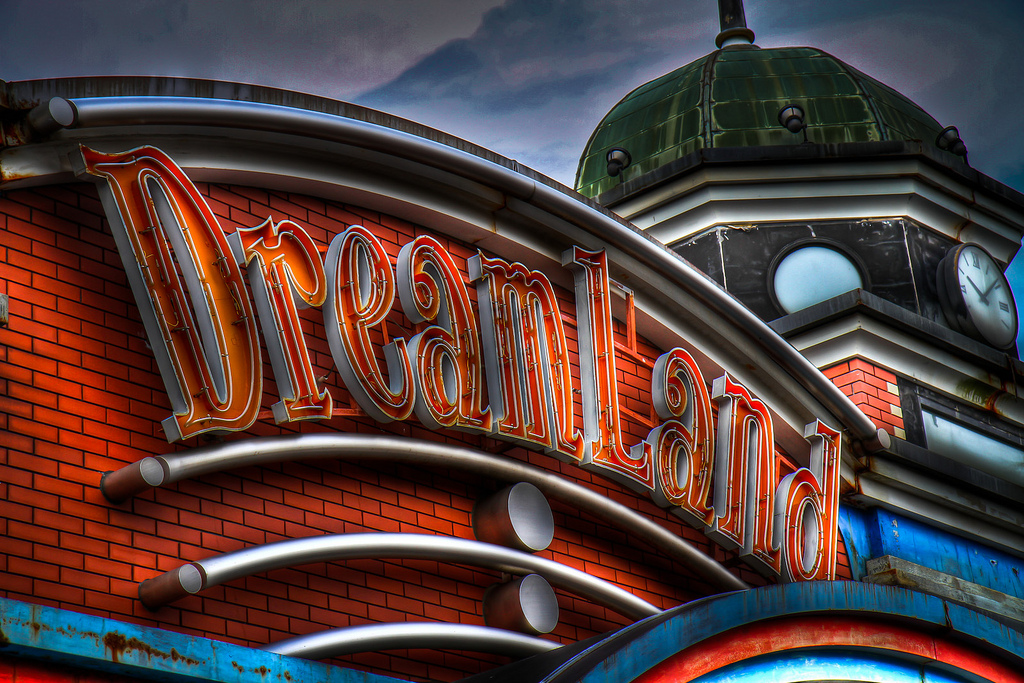
Estructura con el nombre del parque deteriorada.

Durante 1983, la inauguración del primer parque de The Walt Disney Company fuera de los Estados Unidos, el Tokyo Disneyland provocó una caída de visitantes en Nara Dreamland. Después de esto, el parque se vio envuelto en una crisis financiera en la que muchos empleados renunciaron y hubo problemas para el mantenimiento de las atracciones. Con menos de mil visitantes por temporada, Nara Dreamland se volvió un blanco de críticas para la prensa, llamándolo como "el parque de diversiones que fue desvencijado" o "el pueblo fantasma: Nara Dreamland". Durante los años de 2004 a 2006, según los exploradores, afirmaban que Nara Dreamland estaba al borde de carecer por completo de visitas, y que la tecnología a partir del siglo XXI sobre las atracciones dejaban al parque "obsoleto". Tras verse ahogado por las burlas, vandalismo y los bajos fondos, la empresa no tuvo los requisitos para subsanar la deuda y finalmente cerró en 2006. Dentro de los once años de abandono, Nara Dreamland fue muy vandalizado, con pinturas ofensivas en las estructuras, los muñecos eran colgados en las superficies altas, los edificios eran destruidos y se dejaba basura en los senderos. Además de que los árboles crecían entre los soportes de las atracciones hasta al punto de destruirlas y las edificaciones se oxidaban por las precipitaciones. Con el paso del tiempo, Nara Dreamland fue muy fotografiado por exploradores urbanos, pero esta actividad se convirtió en un riesgo para ellos, porque se consideraba un acto de invasión a propiedad privada. Entre 2016 y 2017 el parque fue demolido.

## Galería Antigua

Esta galería presenta fotos antes del cierre de Nara Dreamland.
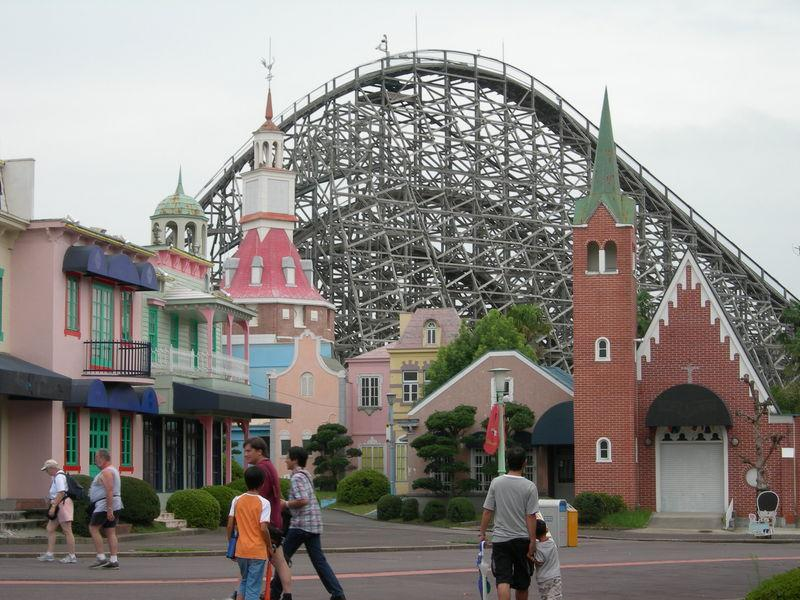
Nara Dreamland en 2005. La montaña rusa Tē Aska se aprecia en el fondo.
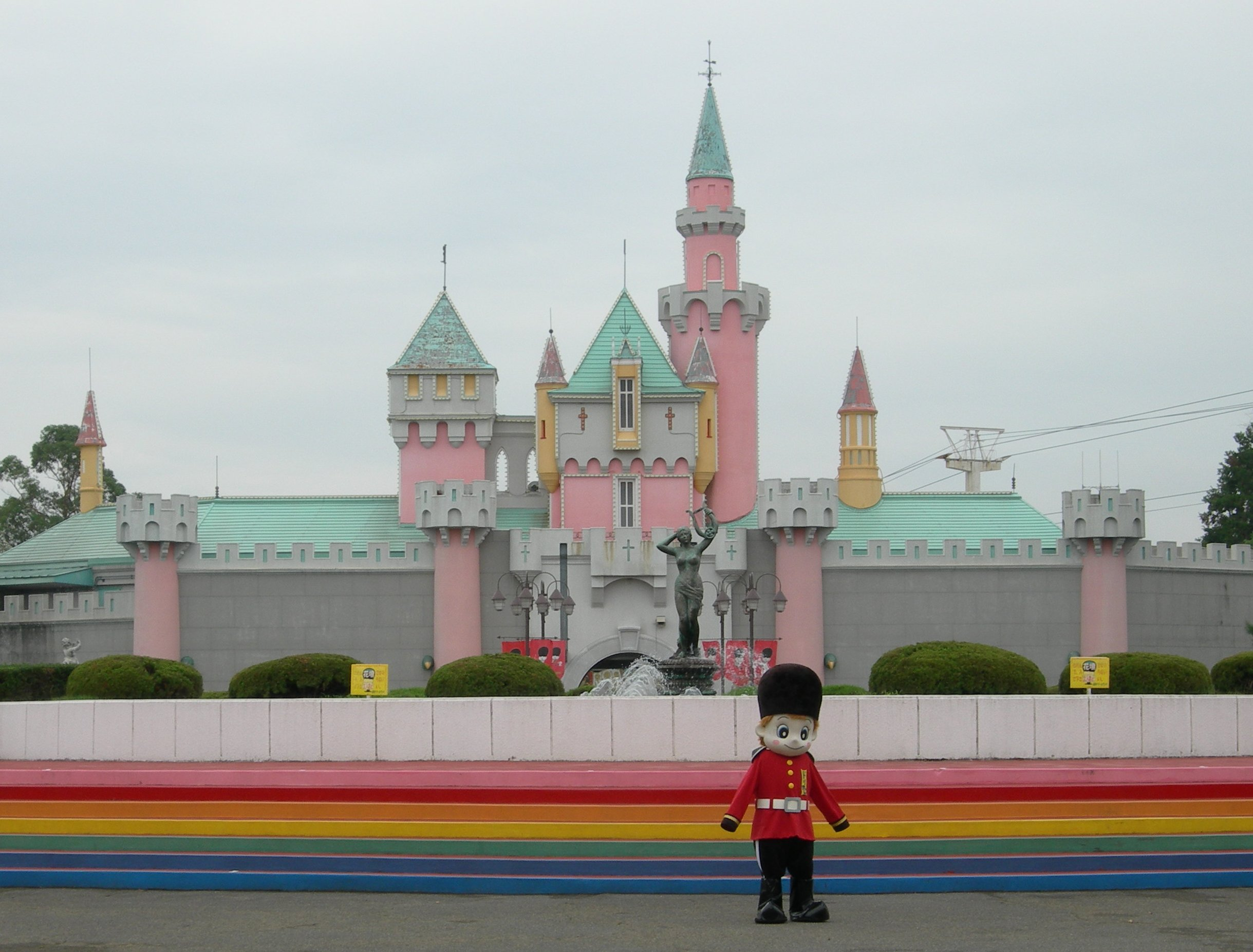
Castillo de la Bella Durmiente de Nara Dreamland. Un año antes de cerrar.
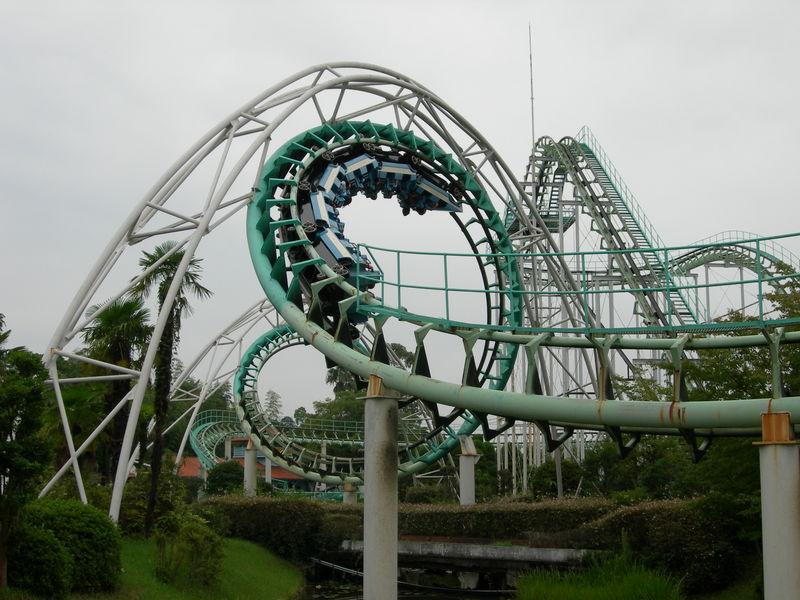
"Screw Coaster" en funcionamiento, gran montaña rusa hidráulica en el centro del parque.
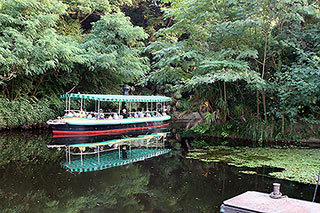
Una barcaza llena de gente del paseo en jungla en la zona de Frontierland.
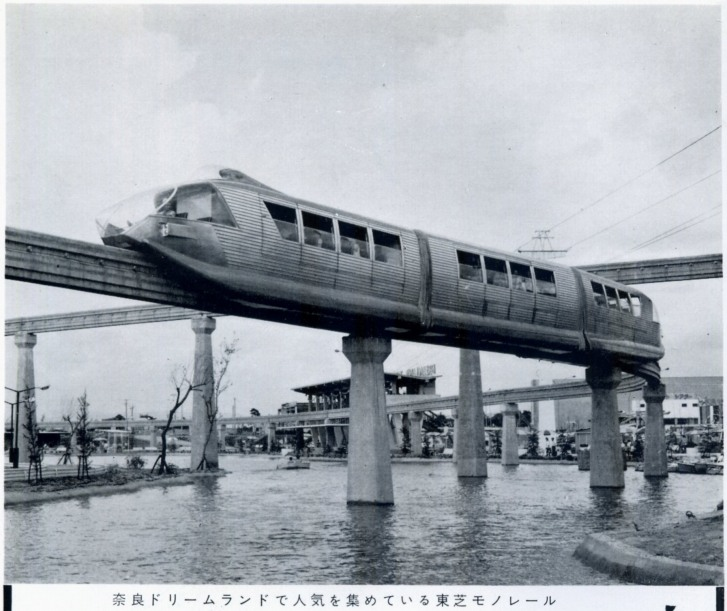
El monorriel del parque en 1961.
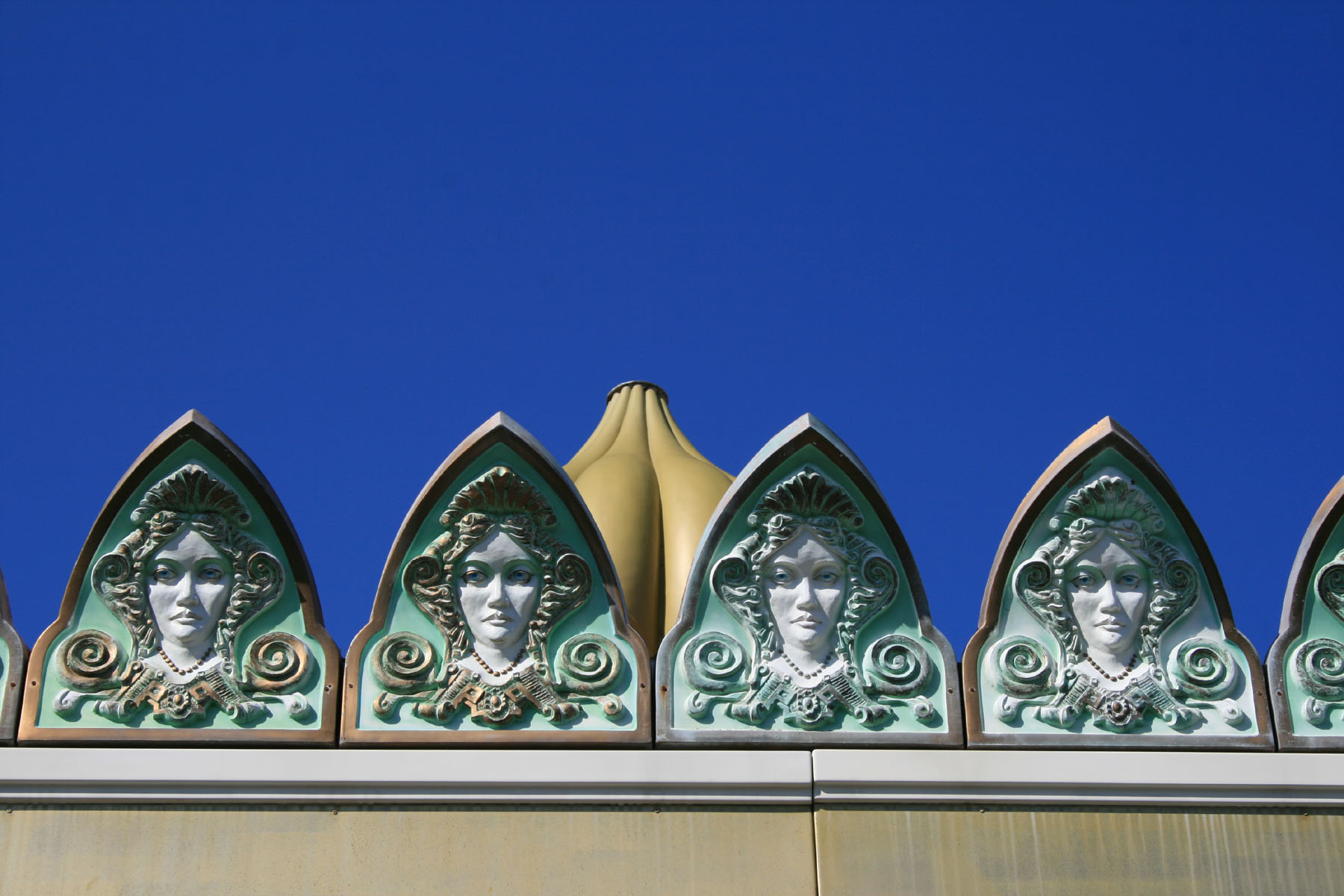
Las esculturas que iban encima de la fachada del tiovivo del parque.

## Galería Moderna

Esta galería presenta fotos después del cierre de Nara Dreamland.
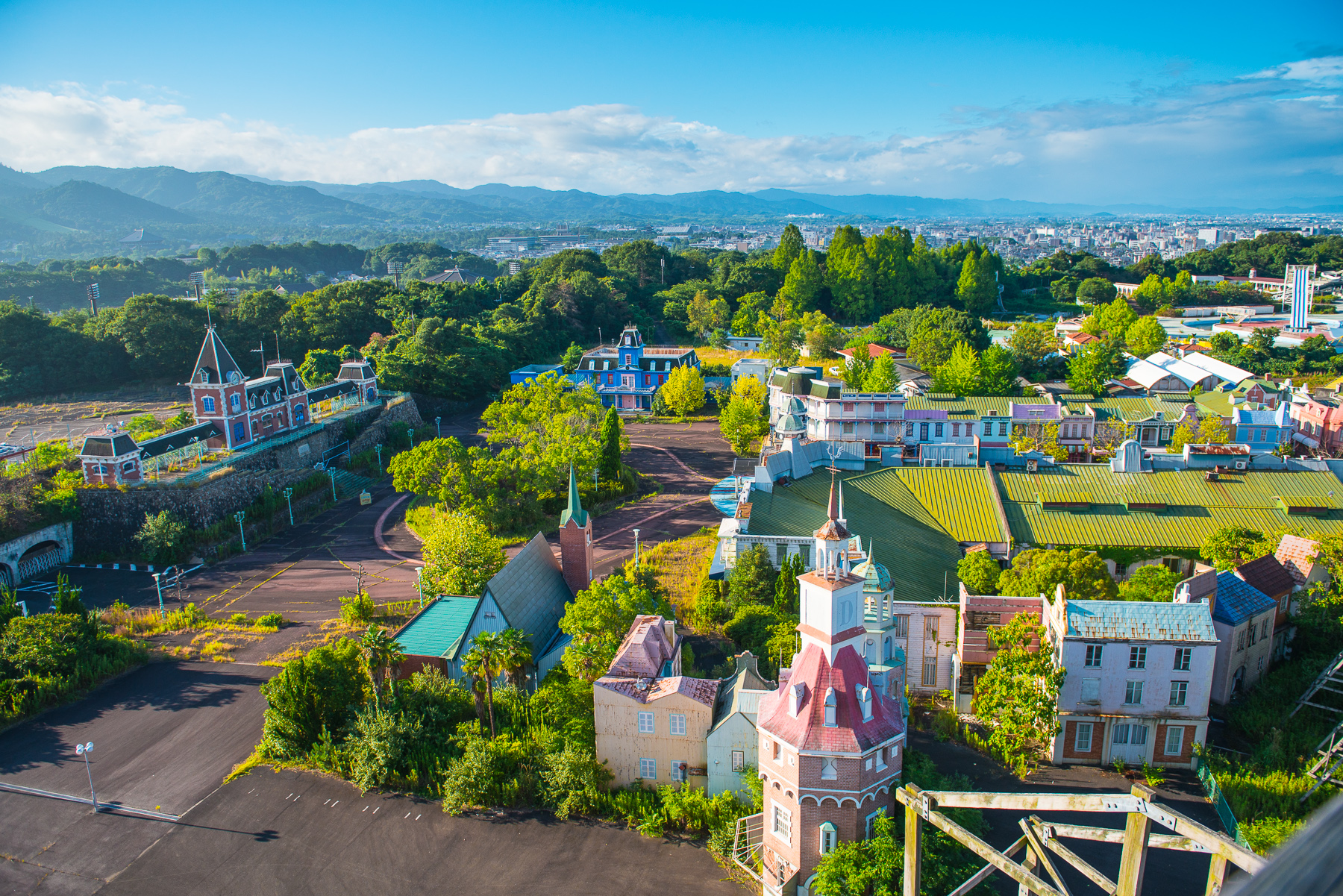
Foto panorámica de la Main Street de Nara Dreamland.
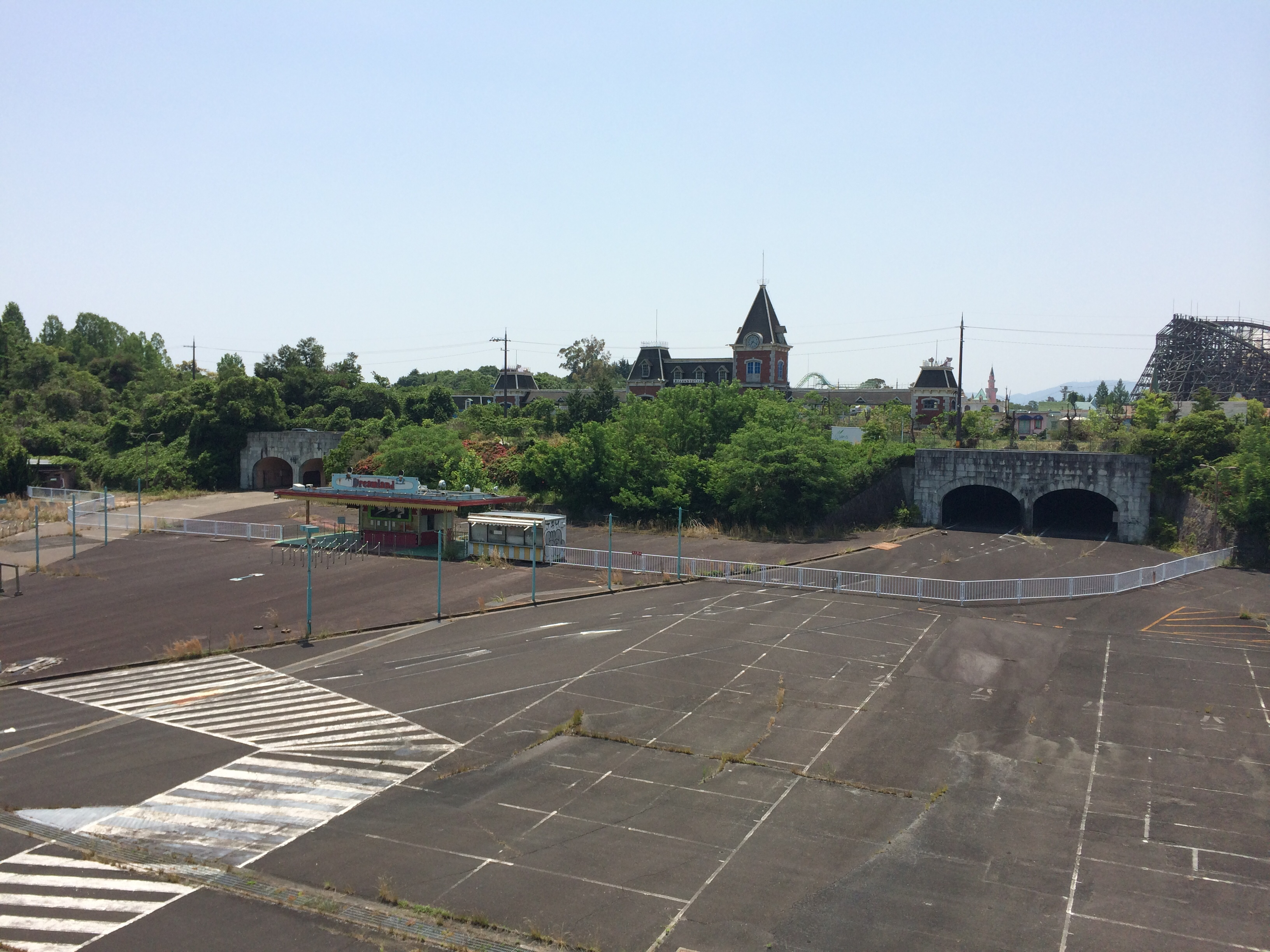
Estacionamiento del parque invadido por la vegetación.
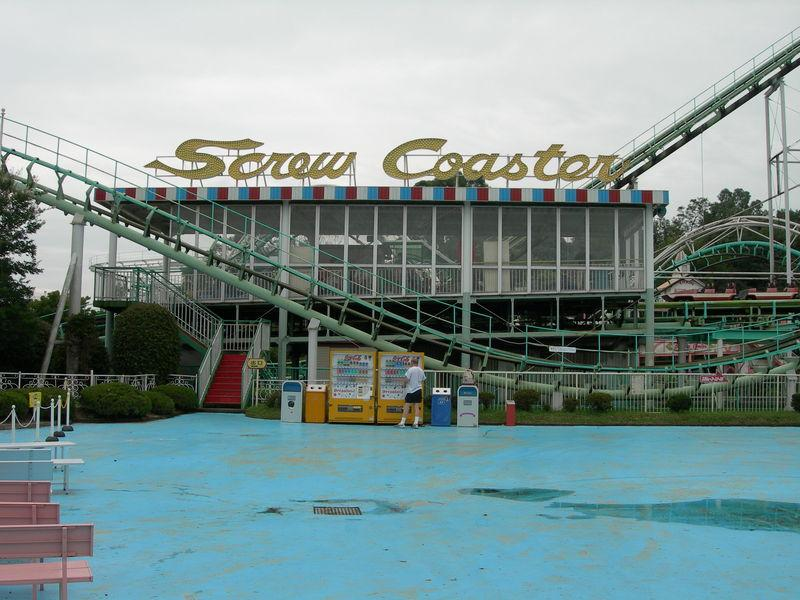
Estación de la "Screw Coaster" en abandono.
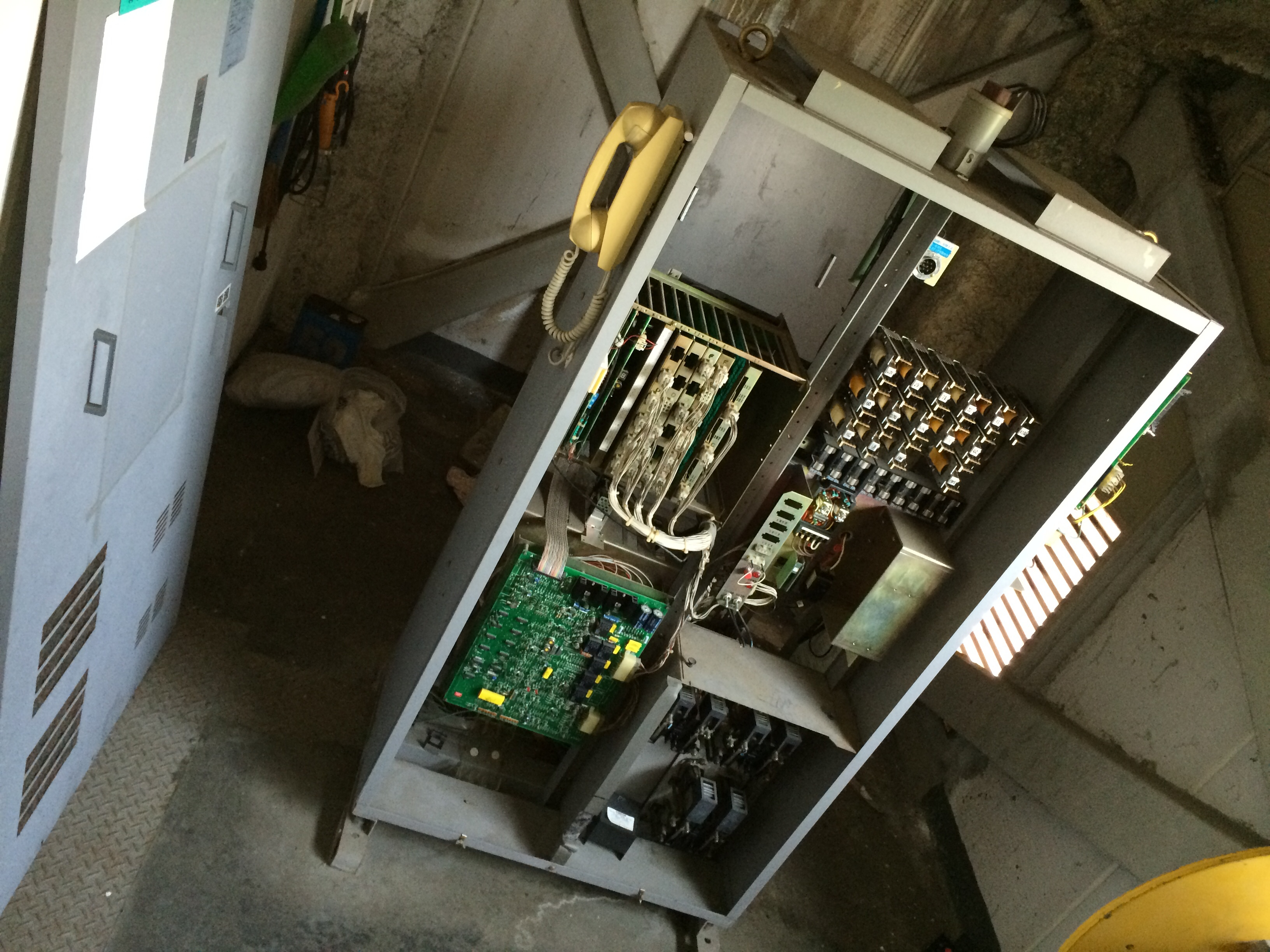
Edificios de Nara Dreamland por su interior.
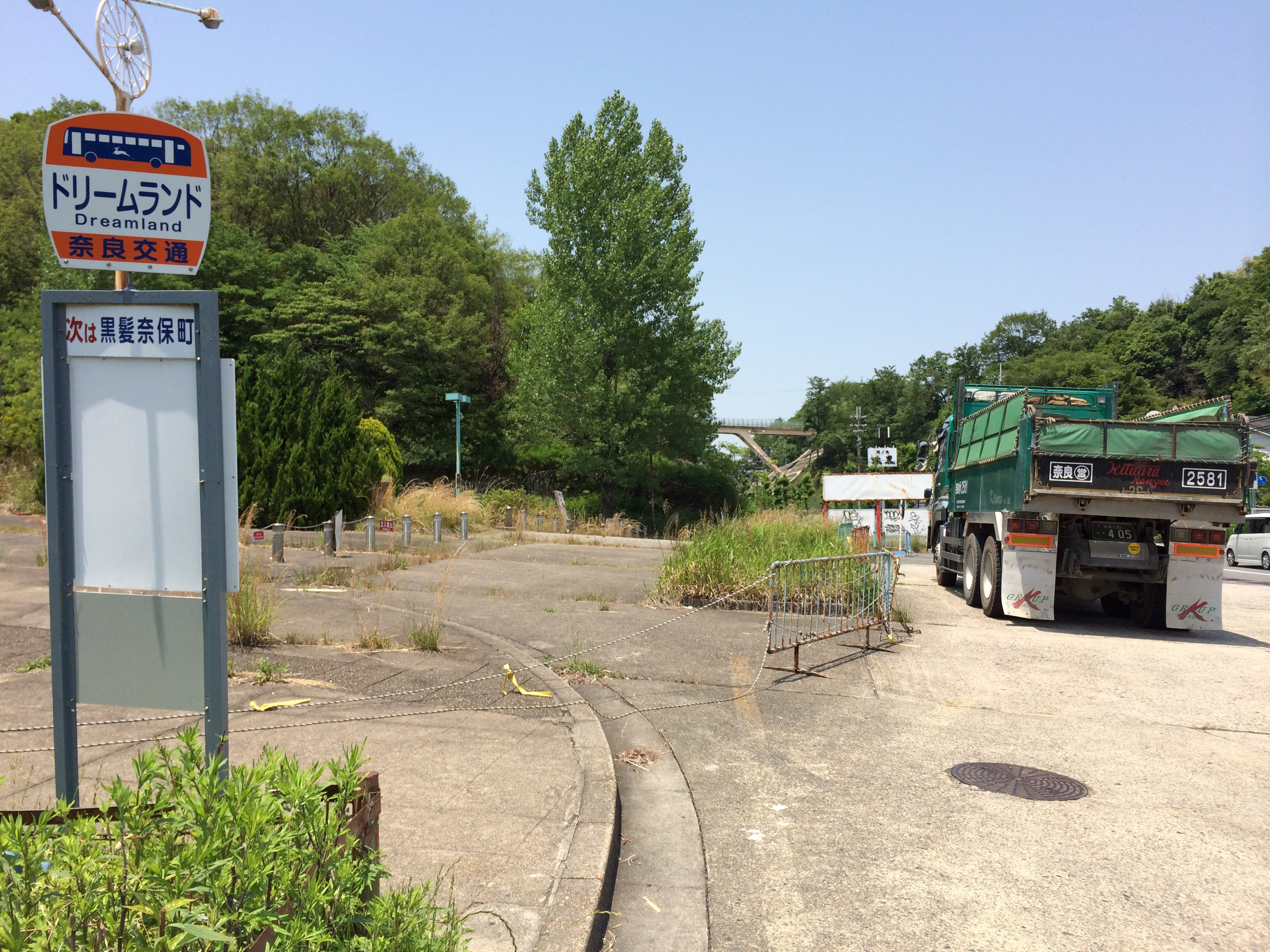
Entrada al parque.
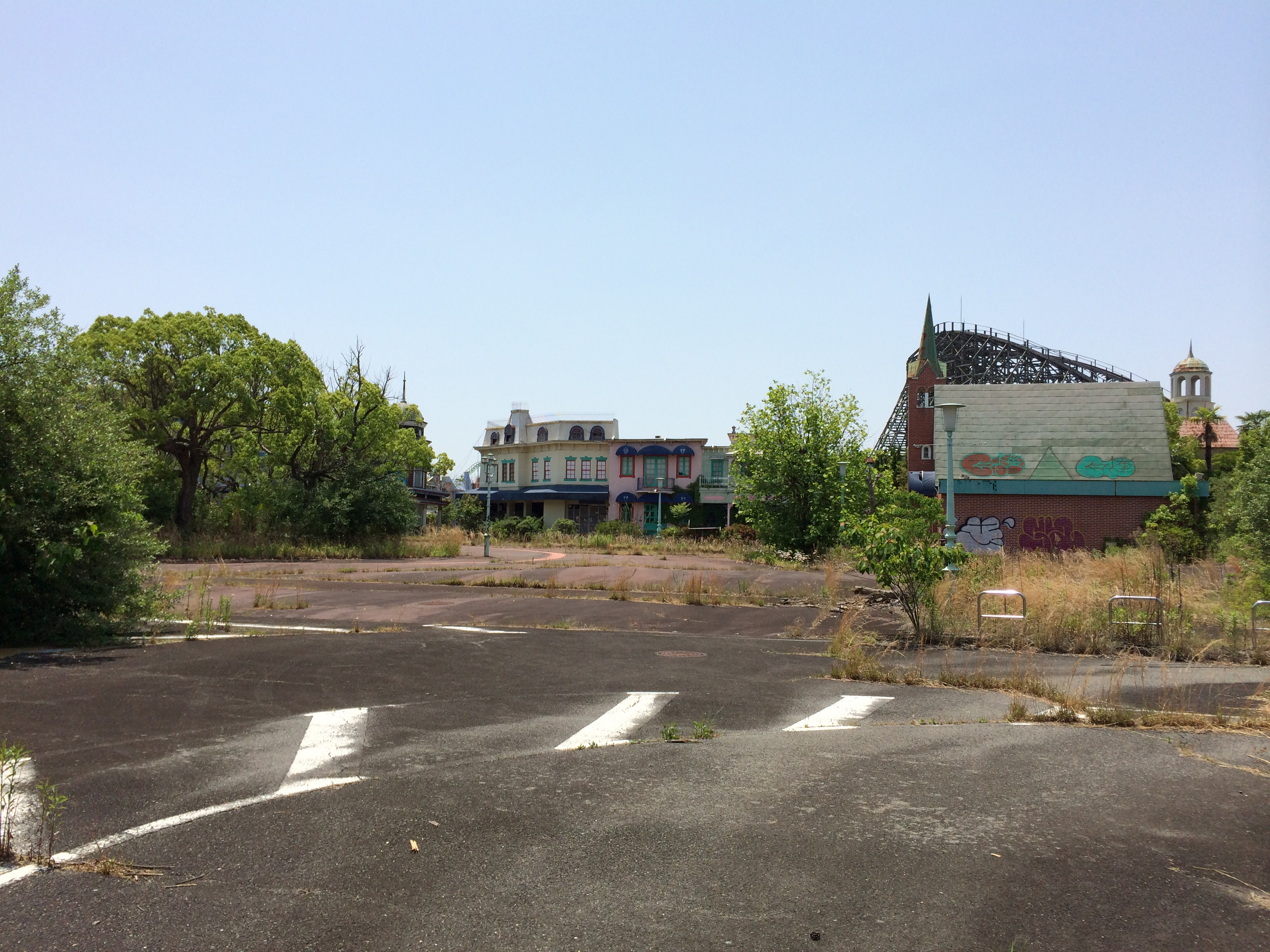
Main Street en 2015 con la montaña rusa Tē Aska de fondo.